# Jaakko Tuomikoski
Vieno Jaakko Tuomikoski, född 28 juli 1885 i Limingo, död 14 juni 1971 i Tammerfors, var en finländsk journalist.
Tuomikoski blev filosofie magister 1910. Han var 1913–1924 chefredaktör för tidningen Vaasa, 1924–1927 artikelredaktör vid Uusi Suomi och 1927–1930 chefredaktör för Iltalehti. Han utsågs 1931 till chefredaktör för Aamulehti, där han stannade i ett kvarts sekel fram till 1956 och till en början fick lotsa tidningen genom svåra år då dess närmast gammalkonservativa linje stod under upprepade attacker från ultrahögerhåll. Tuomikoskis linje segrade, och under hans tid utvecklades Aamulehti till landets tredje största tidning.